# Diglyphus phytomyzae
Diglyphus phytomyzae är en stekelart som först beskrevs av Ruschka 1912.  Diglyphus phytomyzae ingår i släktet Diglyphus och familjen finglanssteklar. Arten är reproducerande i Sverige. Inga underarter finns listade i Catalogue of Life.